# Lac d'Eber
Le lac d'Eber est un lac turc situé dans la province d'Afyon. Sa superficie est de 125 km2.